# トーンデーン

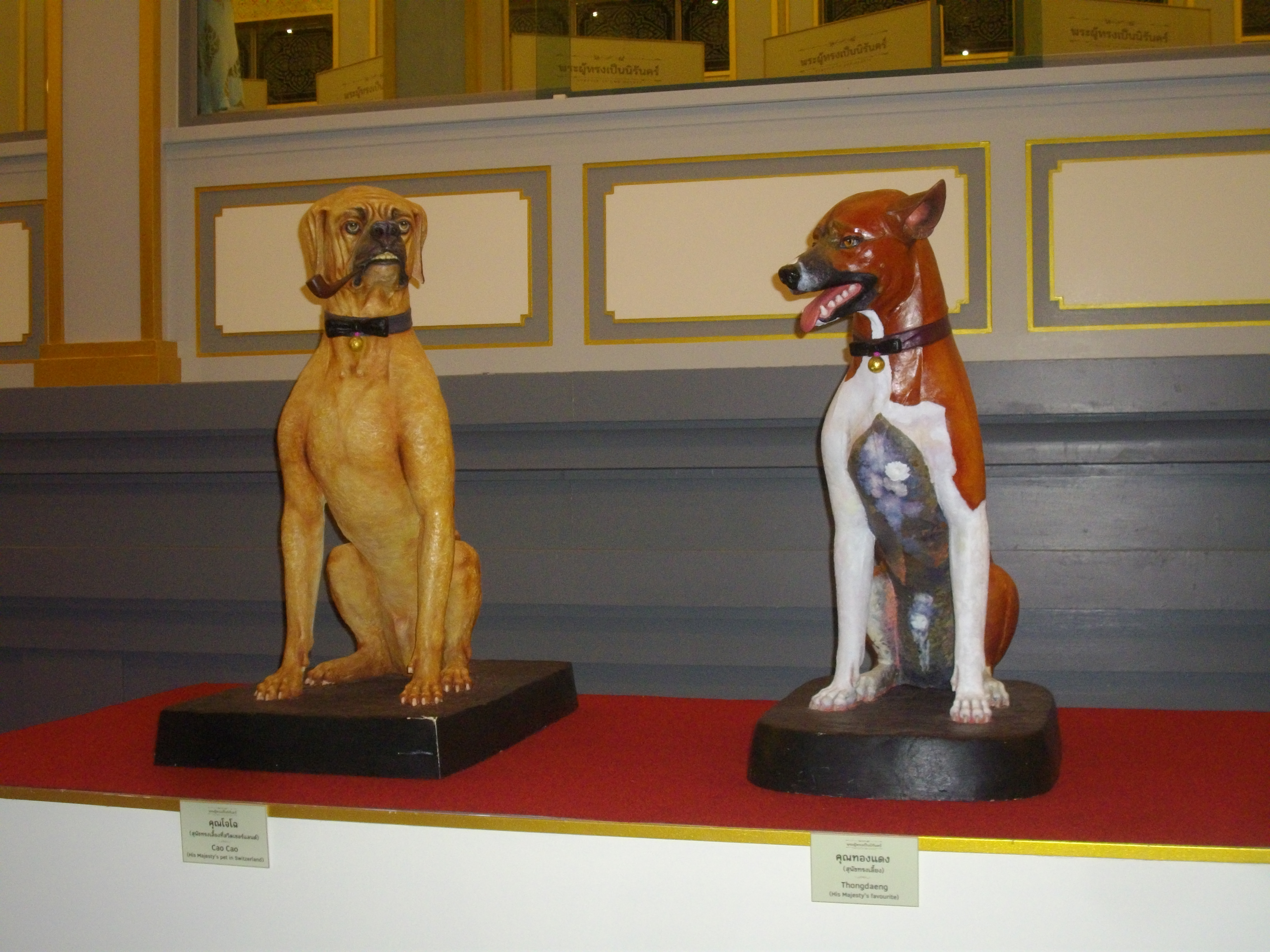
トーンデーン像（右）

トーンデーン（泰: ทองแดง、1998年9月7日 - 2015年12月26日）は、タイ王国のラーマ9世（プミポン国王）の飼い犬で、メスの雑種犬。「トーンデーン」とはタイ語で赤銅色を意味する。

## 略歴
プミポン国王が1998年9月にバンコクの病院を公務で訪れた際、近所の住民が世話をしていた野良犬4匹が当局に処分されることを聞き、国王命令で中止させた。そして同年12月に助けた野良犬が産んだ子犬1匹を引き取り、体毛が赤銅色だったことから、トーンデーンと名付けられた。

### メディア化
その後、2002年に国王が自ら書いた著書『トーンデーン物語』（邦訳『奇跡の名犬物語』）は65万部のベストセラーとなった。さらに2004年には風刺漫画家のティワワット・パッタラクンワニットによって漫画化され、2006年には実写版DVD『クン・トーンデーン』も販売されるようになった。